# سنترتوین، میزوری
سنترتوین (به انگلیسی: Centertown) یک روستا (ایالات متحده آمریکا) در ایالات متحده آمریکا است که در شهرستان کول، میزوری واقع شده‌است.
 سنترتوین ۲٫۴۵ کیلومتر مربع مساحت و ۲۷۸ نفر جمعیت دارد و ۲۶۲ متر بالاتر از سطح دریا واقع شده‌است.